# Песник лавождер у каменом скровишту
Песник лавождер у каменом скровишту (упрош: 施氏食狮史; трад: 施氏食獅史; пин: Shī Shì shí shī shǐ) је познати пример присилног писања од Јуен Рен Џаоа који се састоји од 92 знака, све са звуком ши у различитим тоновима кад се чита у мандаринском језику.
Текст, иако је писан у класичном кинеском, лако је разумљив већини данашњих образованих читалаца. Међутим, промене у изговору преко 2500 година су довеле до значајне хомофоније у класичном кинеском, тако да песма постаје потпуно неразумљива кад се говори у стандардном мандаринском или када је писана у латинизованом стандардном мандаринском језику.

## Текст
Ово је текст у пинјину и кинеским знаковима. Правопис пинјина препоручује писање бројева у арапским бројевима, тако да би се број ши (shí) писао као 10. Како би се сачувала хомофонија у овом случају, број 10 је такође написан у пинјину.
| 《施氏食獅史》 石室詩士施氏, 嗜獅, 誓食十獅。 氏時時適市視獅。 十時, 適十獅適市。 是時, 適施氏適市。 氏視是十獅, 恃矢勢, 使是十獅逝世。 氏拾是十獅屍, 適石室。 石室濕, 氏使侍拭石室。 石室拭, 氏始試食是十獅。 食時, 始識是十獅, 實十石獅屍。 試釋是事。 | „Ши Ши ши ши ши“ Шиши шиши Ши Ши, ши ши, ши ши ши ши. Ши шиши ши ши ши ши. Ши ши, ши ши ши ши ши. Ши ши, ши Ши Ши ши ши. Ши ши ши ши ши, ши ши ши, ши ши ши ши шиши. Ши ши ши ши ши ши, ши шиши. Шиши ши, Ши ши ши ши шиши. Шиши ши, Ши ши ши ши ши ши ши. Ши ши, ши ши ши ши ши, ши ши ши ши ши. Ши ши ши ши. | «Shī Shì shí shī shǐ» Shíshì shīshì Shī Shì, shì shī, shì shí shí shī. Shì shíshí shì shì shì shī. Shí shí, shì shí shī shì shì. Shì shí, shì Shī Shì shì shì. Shì shì shì shí shī, shì shǐ shì, shǐ shì shí shī shìshì. Shì shí shì shí shī shī, shì shíshì. Shíshì shī, Shì shǐ shì shì shíshì. Shíshì shì, Shì shǐ shì shí shì shí shī. Shí shí, shǐ shí shì shí shī, shí shí shí shī shī. Shì shì shì shì. |